# Julien Rollos
Julien Rollos es un jugador de rugby nacido en Mont-de-Marsan. Es actualmente el talonador titular del Liceo Francés C.R. y de la franquicia de la Liga Superibérica de los Gatos de Madrid. Junto con su implicación deportiva, desarrolla otras actividades directamente relacionadas con el mundo del rugby, especialmente con la divulgación del deporte en las edades más tempranas.
El jugador recaló en el Liceo Francés en el año 2006, para intentar que este equipo se mantuviera un año más en la máxima categoría del rugby español, la División de Honor. Sin embargo, esa misma temporada su club descendió a la División de Honor B, categoría en la que ha jugado las últimas temporadas, manteniéndose en ella y casi consiguen obtener el ascenso en la temporada 2007-2008.
El jugador ha sido internacional en las categorías inferiores.

## Carrera profesional
La carrera profesional de Julien Rollos, comienza a muy temprana edad al nacer en una de las cunas del rugby francés como es Mont de Marsan (que posee un equipo en la máxima categoría del rugby galo, el Top 14). 

### Clubes
| Temporada(s) | Club               | Partidos | Titular | Puntos |
| ------------ | ------------------ | -------- | ------- | ------ |
| 2006-Act.    | Liceo Francés C.R. |          |         |        |
| 2009         | Gatos de Madrid    | 8        |         | 0      |

### Selecciones
Ha sido jugador internacional de categorías inferiores, asimismo ha sido elegido, en categoría senior, para formar parte de la selección madrileña que se enfrentó al equipo neozelandés de Christchurch R.F.C. en la gira que hizo este combinado austral por el hemisferio norte en febrero de 2009.

## Palmarés
(Hasta el 14 de julio de 2009)

### Clubes
- 1 Liga Superibérica: 2009 (Gatos de Madrid)
- Campeón del Grupo 1 de la División de Honor B en 2008 Liceo Francés C.R.
- Campeón de Francia, sub-17, sub-19 y de selecciones autonómicas.
- Tercero del campeonato de Europa sub-21 en Valladolid